# Хімічний завод в Бальмані
Хімічний завод в Бальмані (Balmain) – колишнє хімічне підприємство на сході Австралії. 
В 1865 році брати Елліотт, що займались фармацевтичним бізнесом, заснували у Балдьмані (наразі один з районів у центрі Сіднею) хімічний завод Elliott’s Balmain Chemical Works. Тут випускали сульфатну кислоту (на основі спалювання сірки), нітратну кислоту (реакцією сульфатної кислоти та нітрату натрію), соляну кислоту (реакцією сульфатної кислоти та хлориду натрію). Також серед продуктів були сульфітна кислота, бісульфіт кальцію, сульфат заліза, хлорид цинку. Завод мав власний причал (станом на 1872-й через нього могла здійснюватись перевалка сировини та продукції судновими партіями обсягом до 250 тонн).  
Вже станом на 1872 рік майданчик братів Елліотт міг випускати певні обсяги фосфорного добрива – суперфосфату, який отримували шляхом обробки кісткового борошна сульфатною кислотою. Втім, по справжньому промислове виробнцитво суперфосфату в Бальмені організувала в 1886-му компанія Colonial Sugar Refining (CSR), яка так само використовувала кісткове борошно та вивозила отримане добриво для цукрових плантації на Маврикії, Яві та Фіджі. Втім, вже у 1899-му сперфосфатне виробництво CSR було придбане Elliott Brothers Ltd, що до того забезпечувала його сульфатною кислотою. Невдовзі після цього замість кісткової сировини почали використовувати фосфорити з острова Оушен.
У 1907-му суперфосфатне виробництво виокремили у компанію George Shirley Limited, що в якийсь момент опинилась під контролем Mt Morgan Mining Company (що стосується Elliott Brothers Ltd, то вона продовжила діяльність у фармацевтичній галузі та в 1930-му після злиття стала Drug Houses of Australia).
В 1921-му у Порт-Кембла (за сім десятків кілометрів на південь від Сіднею) ввели в дію завод суперфосфату компанії Australian Fertilisers Ltd (AFL), контроль на якою так само здійснювала Mt Morgan. Це дало змогу закрити значно менше виробництво у Бальмані.